# Åre
Pour les articles homonymes, voir ARE.
Åre [ˈoːre] est une localité suédoise, chef-lieu de la commune d'Åre, située dans le comté de Jämtland. Elle a une superficie de 1,38 km2 pour une population de 1 260 habitants (2005).
Elle est la plus ancienne et la plus importante station de sports d'hiver de Suède.
De nombreuses courses officielles de ski alpin s'y déroulent chaque année. La station, étape régulière de la Coupe du monde, a organisé les Championnats du monde de ski alpin 2019 pour la troisième fois, après ceux de 1954 et de 2007
La station a été 5 fois candidate à l'organisation des Jeux olympiques d'hiver sans succès. Pour ceux de 2026 aux côtés de Stockholm (Milan en Italie a finalement gagné), en 1994 aux côtés de Östersund (Lillehammer en Norvège a finalement gagné), en 1972, 1968 et 1964 aux côtés de Lahti (Sapporo au Japon a finalement gagné pour 1972, Grenoble en France pour 1968, Innsbrück en Autriche pour 1964).

## Événements sportifs accueillis
- Championnats du monde de ski alpin 1954
- Championnats du monde de ski alpin 2007
- Championnats du monde de ski alpin 2019

## Villes jumelées
- Las Vegas (États-Unis)